# Рудольф Эмсский

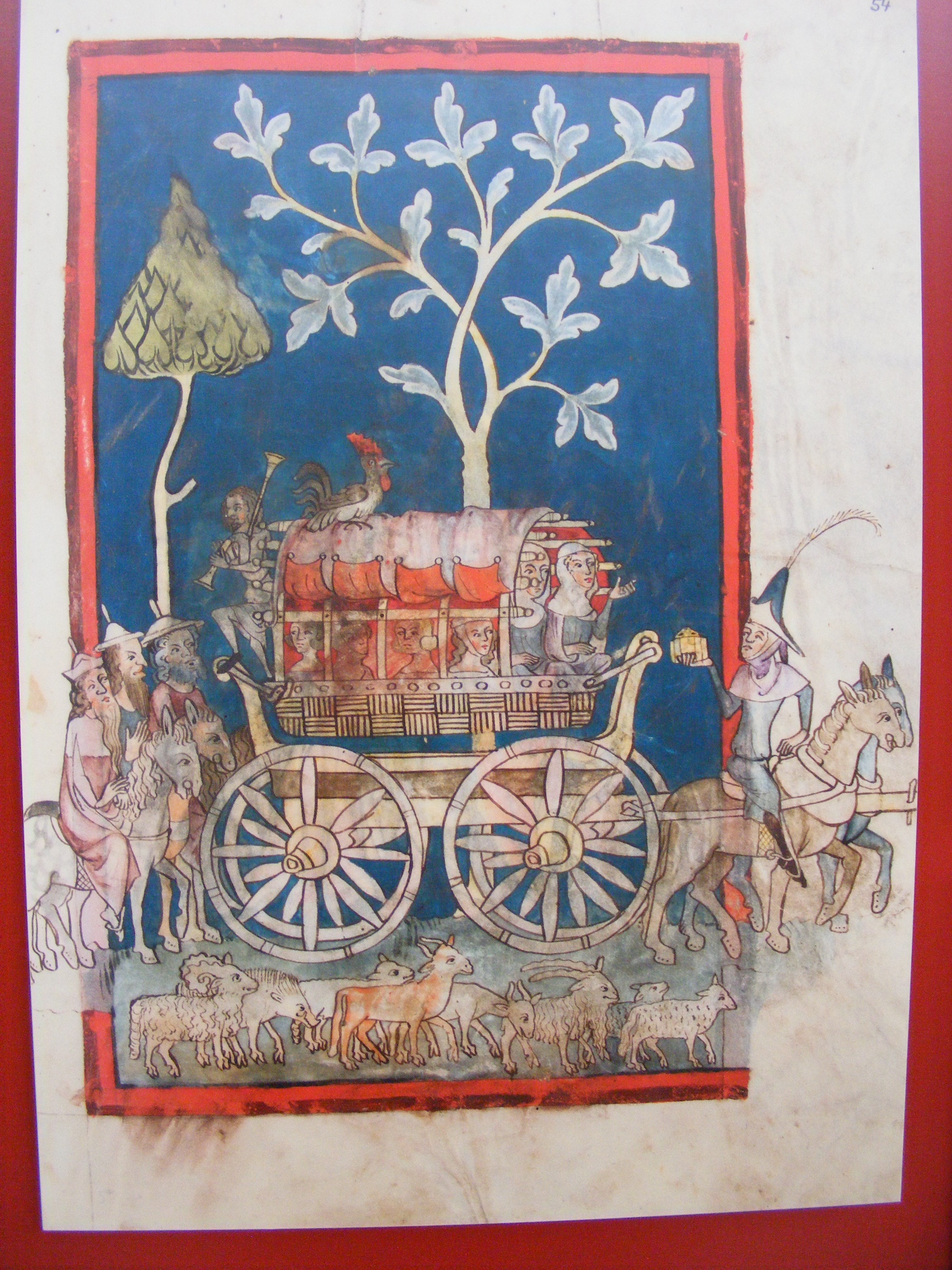
Бегство в Египет. Миниатюра рукописи «Всемирной хроники» Рудольфа Эмсского, 1300 г.

Рудольф Эмсский, или Эмский; (нем. Rudolf von Ems, лат. Rudolfus de Hohenems; около 1200, Хоэнемс — 1254 или 1255, Италия) — средневековый немецкий поэт и хронист. Автор так называемой «учёной поэзии» на средневерхненемецком языке, общий объём которой современные исследователи определяют примерно в 93 000 строк. 

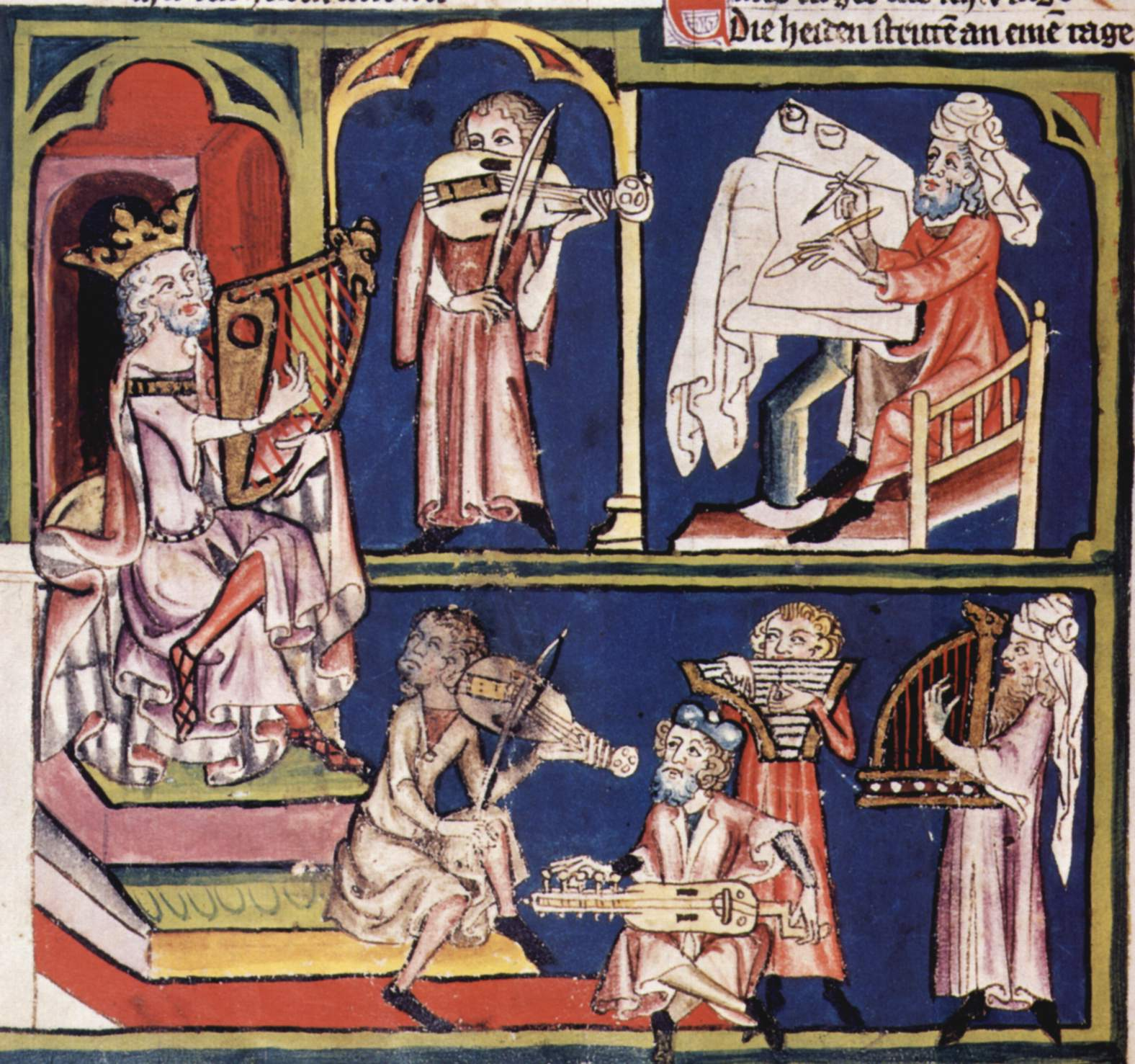
Царь Давид. Миниатюра рукописи «Всемир-ной хроники» Рудольфа Эмсского, 1340 г.

## Биография

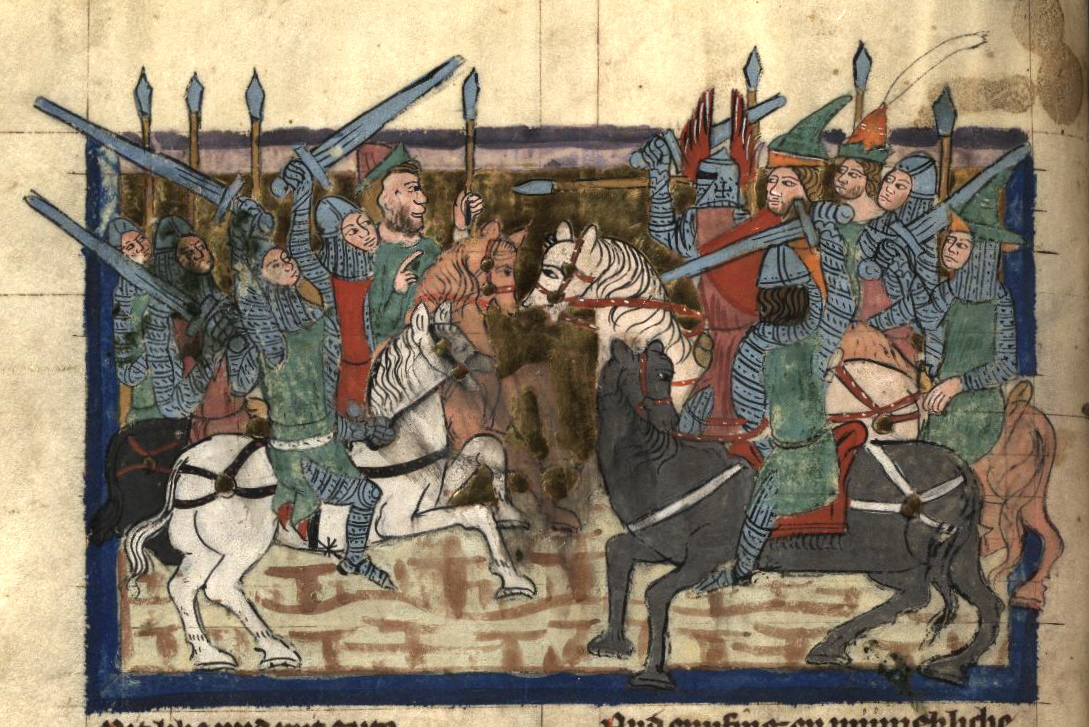
Битва Авраама с эламитами у стен Содома. Миниатюра рукописи «Всемирной хроники» Рудольфа Эмсского, 1350—1375 гг.

Биографических данных о нём немного, и полное имя его и фамилия известны лишь благодаря одному из его подражателей Иоганну фон Вюрцбургу. Предполагается, что он родился в семье имперских министериалов в Хоэнемсе (Форарльберг), имевшей швейцарские корни и происходившей из Домата-Эмса в окрестностях Констанца (совр. кантон Граубюнден). По его собственным словам, смолоду он находился на службе у графов фон Монфорт (a dienstman ze Montfort). Возможно, в юности получил духовное образование и изучал риторику, поскольку неплохо владел латынью и старофранцузским языком.
В зрелом возрасте он являлся придворным поэтом Гогенштауфенов, заведя связи с представителями германской знати, в частности, королевским стольником Конрадом фон Винтерштеттеном (ум. 1241). Согласно одному из продолжателей его хроники, в 1254 году он отправился в Италию вместе с германским королём Конрадом IV, где и умер. 
Считается, что образцом для него послужили сочинения Готфрида Страсбургского (1165/1180 — около 1215), которому он не раз выражал своё восхищение, хотя морально-дидактический характер его произведений далёк от восторженного сенсуализма Готфрида. В творчестве его прослеживается также влияние известных миннезингеров, в частности, Гартмана фон Ауэ, Генриха фон Фельдеке и Вольфрама фон Эшенбаха. В отличие от большинства современников, в своих произведениях он предпочитает реальность чудесам и приключениям, имея преимущественно нравоучительные цели. Подобно поэзии Конрада фон Вюрцбурга, его творчество символизирует глубокую перемену, происходившую в средневерхненемецкой литературе середины XIII века, когда поэтов не удовлетворяли уже ни красочные вымыслы, ни героические мифы, а ключ к пониманию настоящего и предвидению будущему они искали в исторических реалиях, делая примерами для подражания выдающихся деятелей прошлого.

## Сочинения
- «Добрый Герхард» (Der gute Gerhard) — поэма, прославляющая христианское смирение, в которой скромный и благочестивый купец из Кёльна посрамляет фарисейство и хвастовство власть имущих в лице самого императора Оттона I. Написана, вероятно, по латинским источникам около 1215 года и состоит из 6 928 стихов[12]. Издана Рудольфом Морицом Гауптом в 1840 году в Лейпциге; в переводе на современный немецкий язык Лерша увидела свет в 1847 году в Бонне, и в 1864 году переиздана Зимроком в Штутгарте. Авторы российского дореволюционного «Энциклопедического словаря Брокгауза и Ефрона» признают это сочинение лучшим в творчестве Рудольфа Эмского[14].
- Его прославляющая аскетическую жизнь поэма «Варлаам и Иосафат» (Barlaam und Josaphat), написанная между 1225 и 1230 годами и состоящая из 16 244 строк[15], представляет собой обработку греческого текста, переведённого на латинский язык. Её сюжет об обращении индийского королевича в христианство является европейской адаптацией легенды о Будде[16]. Поэма издана в 1818 году в Берлине Фридрихом Карлом Кёпке, и переиздана в 1843 году в Лейпциге Францем Пфейффером[14].
- Другое его произведение по мотивам христианских легенд, «Обращение Святого Евстафия», которое он упоминает сам, до нас не дошло[13].
- Стихотворный «Роман об Александре» (Alexanderroman) Рудольфа Эмсского состоит из 21 643 строк[15] и основан на латинской «Истории сражений» (Historia de preliis) Льва Неаполитанского (X в.)[17], сведения которой дополнены извлечениями из трудов Квинта Курция Руфа, Иосифа Флавия и «Откровения Мефодия Патарского»[18]. Он закончен был около 1240 года, но так и остался незавершённым.
- Эпическая его поэма «Вильгельм Орлеанский» (Wilhelm von Orleans), содержащая также традиционный любовный сюжет, написана для вышеназванного Конрада фон Винтерштеттена. Основанная на старофранцузском оригинале[13], она состоит из 15 689 строк[15] и излагает историю Вильгельма Завоевателя, разукрашенную легендами и вымыслами. Издана в 1894 году в Берлине Виктором Зейдлером[19], и там же в 1905 году переиздана Виктором Юнком.
- «Weltchronik» — рифмованная хроника всемирной истории от сотворения мира до смерти царя Соломона[5], состоящая из 33 346 строк[7] и сохранившаяся не менее чем в 80 рукописях[10]. Этот последний труд Рудольфа Эмского был начат им около 1250 года по просьбе императора Конрада IV, но остался незаконченным[15]. Основными источниками для хроники, текст которой традиционно подразделён был по мировым эпохам, послужили «Пантеон» Готфрида из Витербо и анонимная рифмованная «Хроника Христа Вседержителя»[англ.] (нем. Christherre-Chronik)[13]. Ещё во второй половине XIII веке хроника Рудольфа Эмсского была объединена с другим одноимённым сочинением неизвестного автора[20], а в следующем столетии была переложена прозой и легла затем в основу популярных исторических Библий[21]. Она послужила одним из основных источником для венского хрониста Янса дер Эникеля (ум. 1290) и баварского хрониста Генриха Мюнхенского (ум. 1375).

## Издания
- Rudolf von Ems. Der Gute Gerhard, hrsg. von Moritz Haupt. — Leipzig: Weidmann, 1840.
- Rudolf von Ems. Barlaam und Josaphat, hrsg. von Franz Pfeiffer. — Leipzig, 1843. — (Deutsche Dichtungen des Mittelalters, 3).
- Rudolf von Ems. Willehalm von Orlens, hrsg. aus dem Wasserburger Codex der Fürstlich Fürstenbergischen Hofbibliothek in Donaueschingen von Victor Junk. — Berlin, 1905. — (Deutsche Texte des Mittelalters, 2).
- Rudolfs von Ems Weltchronik. Aus der Wernigeroder Handschrift hrsg. von Gustav Ehrismann. — Berlin: Weidmannsche Buchhandlung, 1915. — xxxvii, 635 s. — (Deutsche Texte des Mittelalters, 20).
- Rudolf von Ems. Weltchronik. Aus der Wernigeroder Handschrift hrsg. von Gustav Ehrismann. — 2. unveränderte Auflage. — Dublin: Weidmann, 1967. — (Deutsche Texte des Mittelalters, 20).
- Rudolf von Ems. Alexander. Ein höfischer Versroman des 13. Jahrhunderts. Hrsg. von Victor Junk. — Darmstadt: Wissenschaftliche Buchgesellschaft, 1970. — Bd. 1—2. — (Réimpr. intégrale de l'édition de Leipzig 1928—1929).
- Rudolf von Ems. Der guote Gêrhart. Hrsg. von John Asher. — Tübingen, 1989. — 3e éd. — (Altdeutsche Textbibliothek, 56).
- History as Literature. German World Chronicles of the Thirteenth Century in Verse. Introduction, translation and notes by Graeme Dunphy. — Kalamazoo: Medieval Institute Publications, 2003. — 194 p. — (Medieval German texts in bilingual editions, 3). — ISBN 978-1-580440-42-4.
- Le bon Gérard: épopée du haut Moyen âge allemand de Rudolf d'Ems. Publiée et traduirée par Geneviève Ribéreau-Gayon. — Alès: Editions IONA, 2017. — 124 p. — ISBN 979-10-90023-39-0.